# Macrojoppa
Macrojoppa är ett släkte av steklar. Macrojoppa ingår i familjen brokparasitsteklar.

## Dottertaxa tillMacrojoppa, i alfabetisk ordning[1]
- Macrojoppa altibia
- Macrojoppa amazonica
- Macrojoppa bifasciata
- Macrojoppa blandita
- Macrojoppa bogotensis
- Macrojoppa boliviana
- Macrojoppa concinna
- Macrojoppa conflata
- Macrojoppa confusa
- Macrojoppa cuschiana
- Macrojoppa elegans
- Macrojoppa fascipennis
- Macrojoppa fulva
- Macrojoppa haematodes
- Macrojoppa haematogaster
- Macrojoppa inclyta
- Macrojoppa kriegeri
- Macrojoppa laeva
- Macrojoppa melanura
- Macrojoppa nigra
- Macrojoppa nigrofasciata
- Macrojoppa nigrosignata
- Macrojoppa obtusa
- Macrojoppa olfersii
- Macrojoppa ornaticornis
- Macrojoppa picta
- Macrojoppa polysticta
- Macrojoppa pulcherrima
- Macrojoppa pulchra
- Macrojoppa pulchripennis
- Macrojoppa rufa
- Macrojoppa rufobrunnea
- Macrojoppa scutellaris
- Macrojoppa similis
- Macrojoppa stapedifera
- Macrojoppa subbifasciata
- Macrojoppa surinamensis
- Macrojoppa taschenbergi
- Macrojoppa tricincta
- Macrojoppa tricolor
- Macrojoppa trifasciata
- Macrojoppa unicolor
- Macrojoppa variegata
- Macrojoppa violacea